# إدغار هولغر كاهيل
إدغار هولغر كاهيل (بالآيسلندية: Holger Cahill) (و. 1890 – 1960 م) هو كاتب من آيسلندا، والولايات المتحدة، توفي عن عمر يناهز 70 عاماً.